# Wilkowice (przystanek kolejowy)
Wilkowice – przystanek kolejowy w Wilkowicach, w województwie wielkopolskim, w Polsce. Położony jest na kolejowej trasie Leszno- Zbąszynek. Obecnie wykorzystywana jako przystanek dla przewozów pasażerskich. Wcześniej pełnił także funkcje towarowe. Istnieje jeszcze zarośnięta rampa załadunkowa. Bocznicę do niej rozebrano wraz z mijankami. W Wilkowicach była mijanka dla pociągów z Leszna i Zbąszynka.

## Ruch pasażerski
| Rok  | Wymiana pasażerska na dobę |
| ---- | -------------------------- |
| 2017 | 10-19                      |
| 2022 | 20-49                      |